# 紫白槭
紫白槭（学名：Acer albo-purpurascens）是无患子科槭属的植物，是台灣的特有植物。分布于台灣本島，生长于海拔1,000米的地区，常生于林中，目前尚未由人工引种栽培。
其种加词“purpurascens”意为“有点紫色的”。
现接受名为[[]]（Acer oblongum subsp. oblongum Wall. ex DC, 1824）。

## 异名
- Acer hypoleucum Hayata
- Acer litsaefolium Hayata